# Église Saint-Maclou d'Ars
Pour les articles homonymes, voir Église Saint-Maclou.
L'église Saint-Maclou est une église catholique située sur le territoire de la commune d'Ars, dans le département de la Charente, en France.

## Historique
L'édifice est classé au titre des monuments historiques en 1981.
Cet édifice roman, reconstruit en partie dans la seconde moitié du XIIe siècle, comporte une nef unique (24 mètres sur six mètres) suivie à l'est par une abside demi-circulaire. Aux XVe et XVIe siècles, trois chapelles latérales sont édifiées. La première fut celle de la Vierge au nord. Puis vers 1536, comme l'indique une inscription sur une clef de voûte , la famille de Bremond d'Ars fait élever deux chapelles un peu plus petites , placées en vis-à-vis et de part et d'autre de la nef, près du chœur. Celle du nord servira de sépulture à plusieurs membres de cette famille. Le riche aménagement liturgique (bénitier, autels, retables) remonte à l'époque classique (XVIIe et XVIIIe siècles). C'est entre 1985 et 2000 qu'intervient une considérable restauration générale.
L'église conserve bien son origine romane, notamment la façade ouest, couronnée par un clocher-mur, présente sous ce dernier un fort épaississement qui a permis de loger le portail à multiples voussures.
L'entrée est encadrée par deux arcades aveugles, celle de gauche fut détruite lors de la construction du clocher.
Le décor roman est raffiné : colonnettes en délit, frises, chapiteaux à rinceaux feuillagés dans lesquels apparaissent des têtes, des voussures à sculptures géométriques ou végétales.
Le clocher est une tour carrée, en pierre de taille à l'extérieur et en moellons à l'intérieur. Chaque face est divisée en registres horizontaux par des cordons moulurés. Les ouvertures, isolées ou jumelées, sont des baies de plein cintre, placées sur le deuxième niveau et sur l'étage du beffroi.
L'intérieur de l'église est en pierre de taille recouvert d'un badigeon de chaux sous lequel ont été mises au jour différentes peintures murales : ruban plié, litre funéraire avec blasons. Les clefs de voûte sont ornées du blason des Bremond.
On y trouve notamment un texte en latin donc la traduction partielle  est : « Ici reposent de la paix éternelle, ensevelis dans cet édifice sacré de nombreux membres de la grande famille des Bremond. »
L'église possède une cuve baptismale monolithe du XIIIe siècle et sculptée de bordures à palmettes et torsades, de personnages debout dans les angles (dont saint Pierre) et sur chaque face, une scène historiée : Christ en Gloire, aigles et lion, chouette, femme nue enlacée par un serpent (luxure).
Le bénitier du XVIIe siècle se compose d'un pied de forme de balustre, agrémenté de feuilles d'acanthe et une cuve à collerette de feuilles et têtes d'angelots.
Le chœur reçoit une décoration monumentale issue des XVIIe et XVIIIe siècles et XIXe siècle : lambris sculptés, grand retable à toiles peintes et statuettes, devant l'autel de Cordoue, tabernacle en bois doré.
L'ancien presbytère du XVIIe siècle, auquel on accède par un portail crénelé et qui possède une tour polygonale, est devenu la mairie.